# Acacia tetragona
Acacia tetragona é uma espécie de leguminosa do gênero Acacia, pertencente à família Fabaceae.